# Qesarya
Qesarya (engelska: Caesarea) är en ort i Israel.   Den ligger i distriktet Haifa, i den norra delen av landet. Qesarya ligger 16 meter över havet och antalet invånare är 4 500.
Terrängen runt Qesarya är platt. Havet är nära Qesarya västerut.Runt Qesarya är det tätbefolkat, med 570 invånare per kvadratkilometer. Närmaste större samhälle är Hadera, 8,5 km söder om Qesarya. Trakten runt Qesarya består till största delen av jordbruksmark.